# Santiago Aldama Toledo
Santiago Aldama Toledo (Las Palmas de Gran Canaria, Canàries, 10 de gener de 2001), conegut com a Santi Aldama, és un jugador de bàsquet espanyol que pertany a la plantilla dels Memphis Grizzlies de l'NBA. Amb 2,13 metres d'alçada, juga en la posició d'aler.

## Trajectòria esportiva

### Formació a Espanya
Malgrat tenir ofertes d'equips ACB per jugar en categories inferiors, Santi es va formar fins als 18 anys als Canterbury Lions Academy de la seva ciutat natal.

### Universitat
L'any 2019 passa a la NCAA per jugar amb els Greyhounds de la Universitat Loyola Maryland, on coincideix amb el seu company de selecció Golden Dike. En la seva segona temporada va ser triat en el millor quintet de la Patriot League, després de liderar la conferència en punts (21,4) i en rebots (10,1) per partit. Va ser a més l'únic jugador de la Divisió I de la NCAA a fer una mitjana de més de 18 punts, 9 rebots i 1,5 taps per partit.
El 10 de març de 2021 va aconseguir el seu màxim d'anotació de la temporada, 33 punts, als quals va afegir 12 rebots, en la victòria 67-63 davant Army, classificant al seu equip per a la final del torneig de la conferència.

#### Estadístiques
| Any     | Equip  | PJ | PT | MPP  | %TC  | %3   | %TL  | RPP  | APP | ROB | TPP | PPP  |
| ------- | ------ | -- | -- | ---- | ---- | ---- | ---- | ---- | --- | --- | --- | ---- |
| 2019–20 | Loyola | 10 | 9  | 30.4 | .459 | .217 | .515 | 7.6  | 2.1 | .9  | 1.7 | 15.2 |
| 2020–21 | Loyola | 17 | 17 | 35.0 | .513 | .368 | .686 | 10.1 | 2.3 | 1.0 | 1.7 | 21.2 |
| Total   | Total  | 27 | 26 | 33.3 | .495 | .306 | .639 | 9.2  | 2.2 | 1.0 | 1.7 | 19.0 |

### Professional
Va ser triat en la trentena posició del Draft de l'NBA de 2021 pels Utah Jazz, sent posteriorment enviat a Memphis Grizzlies. El 9 d'agost va signar un contracte per quatre temporades, dues de garantides per 3,3 milions d'euros anuals. Va debutar aquesta mateixa nit en les Lligues d'Estiu de l'NBA, aconseguint 4 punts i 2 rebots.

## Internacional
En l'Europeu sub 18 de Grècia de l'any 2019 aconsegueix la medalla d'or, i és nomenat en el quintet o ideal juntament amb el seu company Usman Garuba i també aconsegueix l'MVP del torneig. En la final contra Turquia Santi va tenir una gran actuació amb 23 punts, igual que la resta de partits: Letònia (19 punts), cambres davant Rússia (25) i en semifinals enfront de Grècia (19 i 11 rebots).

## Vida personal
De família relacionada amb el bàsquet, el seu pare és l'exjugador de bàsquet Santiago Aldama Alesón, olímpic en els Jocs Olímpics de Barcelona 1992, i la seva mare, Eli Toledo (natural de Las Palmas de Gran Canaria, motiu pel qual el seu fill va néixer a 2001 en aquesta ciutat), és germana del també exbasquetbolista Santi Toledo.